# Тюбет
Тюбет (укр. Тюбет, крымскотат. Töbet) — исчезнувшее село в Нижнегорском районе Республики Крым, располагавшееся на севере центральной части района, на левом берегу Салгира, примерно в 200 м к северо-востоку от современного села Лужки.

## История
Первое документальное упоминание села встречается в Камеральном Описании Крыма… 1784 года, судя по которому, в последний период Крымского ханства Тюбет входил в Таманский кадылык Карасъбазарскаго каймаканства. После присоединения Крыма к России (8) 19 апреля 1783 года, (8) 19 февраля 1784 года, именным указом Екатерины II сенату, на территории бывшего Крымского Ханства была образована Таврическая область и деревня была приписана к Перекопскому уезду. После Павловских реформ, с 1796 по 1802 год, входил в Перекопский уезд Новороссийской губернии. По новому административному делению, после создания 8 (20) октября 1802 года Таврической губернии, Тобень был включён в состав Таганашминской волости Перекопского уезда.
Согласно Ведомости о всех селениях, в Перекопском уезде состоящих с показанием в которой волости сколько числом дворов и душ… от 21 октября 1805 года в деревне Тубет в 15 дворах проживало 77 крымских татар и 4 ясыра. На военно-топографической карте генерал-майора Мухина 1817 года деревня Тубей обозначена с 12 дворами. После реформы волостного деления 1829 года Тубет, согласно «Ведомости о казённых волостях Таврической губернии 1829 г», отнесли к Башкирицкой волости (переименованной из Таганашминской). На карте 1836 года в деревне 19 дворов. Затем, видимо, в результате эмиграции крымских татар, деревня заметно опустела и на карте 1842 года Тюбет обозначен условным знаком «малая деревня», то есть, менее 5 дворов.
В 1860-х годах, после земской реформы Александра II, деревню приписали к Байгончекской волости. Согласно «Списку населённых мест Таврической губернии по сведениям 1864 года», составленному по результатам VIII ревизии 1864 года, Тобет — владельческая татарская деревня с 1 двором и 8 жителями при реке Салгире, а, согласно «Памятной книжке Таврической губернии за 1867 год», деревня Тубет была покинута жителями в 1860—1864 годах, в результате эмиграции крымских татар, особенно массовой после Крымской войны 1853—1856 годов, в Турцию<refСейдаметов Э. Х. Эмиграция крымских татар в XIX — нач. XX вв. // Культура народов Причерноморья / Ю. А. Катунин. — Таврический национальный университет. — Симферополь: Таврия, 2005. — Т. 68. — С. 30—33. — 163 с.</ref> и оставалась в развалинах. На карте Шуберта 1865 года Тюбет ещё обозначен, а после корректуры 1876 года его уже нет. В дальнейшем в доступных источниках не встречается.